# DuBois-Formel
Die DuBois-Formel ist eine mathematische Formel zur Abschätzung der Körperoberfläche A aus der Körpergröße h und dem Körpergewicht m beim Menschen:
{\displaystyle A=0{,}007184\,\mathrm {m} ^{2}\cdot \left({\frac {h}{\mathrm {cm} }}\right)^{0{,}725}\cdot \left({\frac {m}{\mathrm {kg} }}\right)^{0{,}425}}
{\displaystyle {\text{Körperoberfläche in m}}^{2}=0{,}007184\cdot ({\text{Körpergröße in cm}})^{0{,}725}\cdot ({\text{Körpergewicht in kg}})^{0{,}425}}
Die DuBois-Formel wurde nach den Erstbeschreibern, dem US-amerikanischen Naturwissenschaftler Delafield DuBois und dem US-amerikanischen Mediziner Eugene Floyd DuBois, benannt. Sie ist die klassische Formel zur Berechnung der Körperoberfläche in der Chemotherapie. Obwohl sie anhand von Daten von nur neun Testpersonen abgeleitet wurde und daher kritisch betrachtet wird, findet sie trotz zahlreicher optimierter Berechnungsverfahren, wie der Mosteller-Formel oder der Haycock-Formel, noch immer die häufigste Anwendung.
Eine weitere Darstellung der DuBois-Formel ist im Pschyrembel von 1990 angegeben:
{\displaystyle {\text{Körperoberfläche in cm}}^{2}={\sqrt {\left({\text{Körpergewicht in kg}}\cdot {\text{Körpergröße in cm}}\right)}}\cdot 167{,}2}